# Paradactylactis
Paradactylactis is een geslacht van neteldieren uit de klasse van de Anthozoa (bloemdieren).

## Soort
- Paradactylactis cerfensis (Bamford, 1912)